# Premières Lignes télévision
« Premières Lignes » redirige ici. Pour l’article homophone, voir Première Ligne.
Premières Lignes télévision est une agence de presse et une société de production créée en 2006, spécialisé dans le journalisme d'investigation télévisé. Elle est dirigée par le journaliste Luc Hermann et le reporter Paul Moreira.

## Réalisations
La société a notamment travaillé pour Spécial Investigation (Canal+), le Doc du dimanche (France 5), Envoyé spécial (France 2), Arte Reportage, ou encore Pièces à conviction (France 3).
Elle produit également sa propre émission de télévision française d'investigation sur France 2 : Cash investigation.
En 2016, son chiffre d'affaires a été de 4 544 200 €,.

## Attaque du 25 septembre 2020
Le 25 septembre 2020, alors que le procès de l'attentat contre Charlie Hebdo, commis début 2015, est en cours, deux salariés de l'agence sont victimes d'une attaque à la feuille de boucher survenue rue Nicolas-Appert, devant l'immeuble siège de la société de production, également celui de l'ancien siège du journal satirique Charlie Hebdo.